# Ескільстуна
Ескільстуна (швед. Eskilstuna) — місто в центральній Швеції, центр однойменної комуни. Здобуло статус міста в 1659 році. Ескільстуна є найбільшим містом лена Седерманланд. Населення Ескільстуни становить приблизно 94 785 осіб. Європейський автомобільний маршрут E20 проходить через це місто.

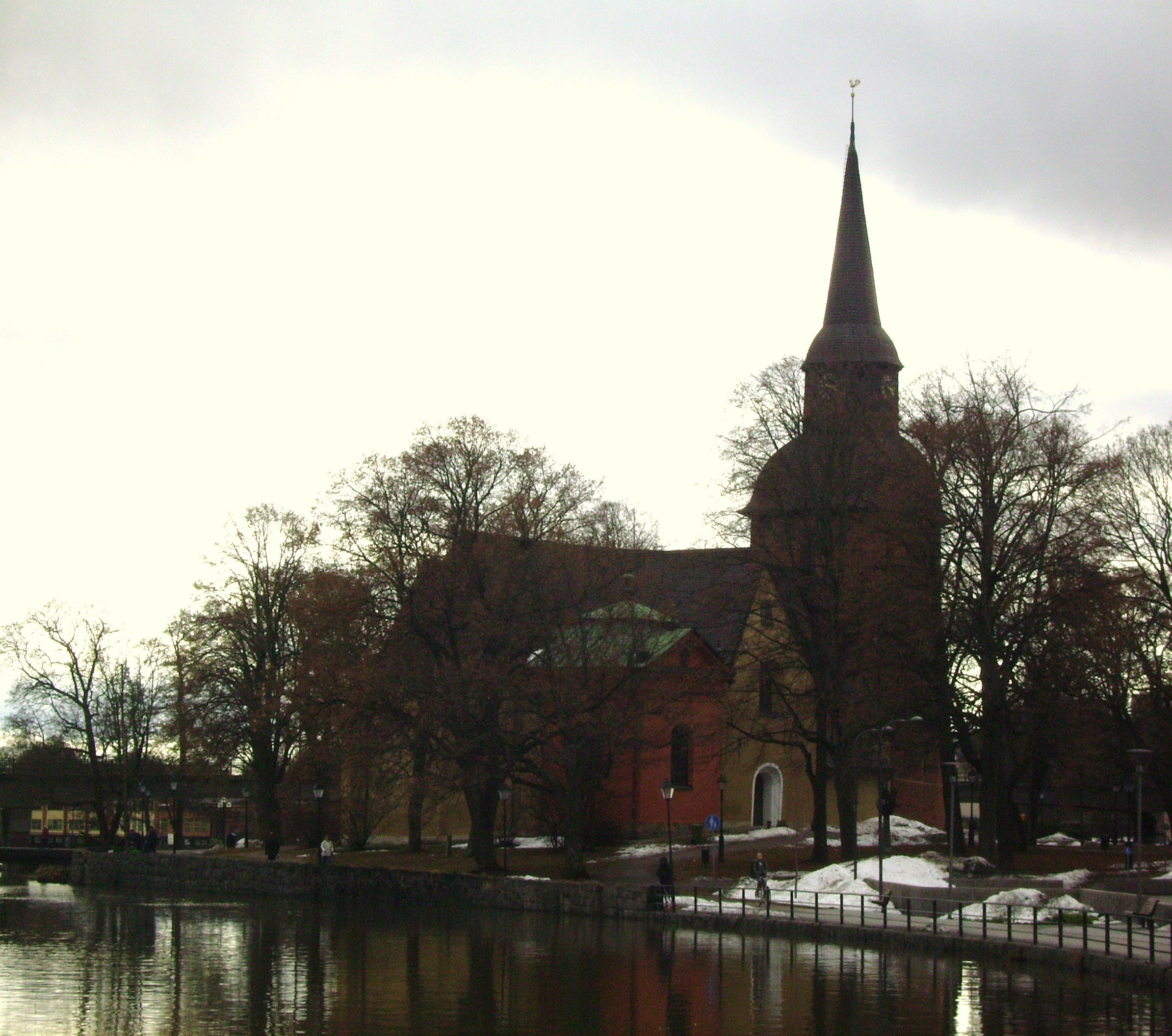
Церква в Ескільстуні

Розташоване на невеликій річці Ескільстунаон, що витікає з озера Єльмарен в Меларен. Названо на честь англосаксонського проповідника Ескіля Тунського. В населенні міста велика частка фінів. Історично в Ескільстуні була розвинута металургійна і сталеливарна промисловість, що знайшло своє відображення на гербі. В місті розташований завод компанії «Volvo CE». В Ескільстуні знаходиться частина Мелардаленського університету.

## Відомі уродженці
- Анні-Фрід Люнгстад
- Кеннет Андерссон
- Рок-гурт Kent
- Рок-гурт Pain of Salvation

## Міста-побратими
- Гатчина
- Лутон
- Львів
- Ставангер
- Ерланген
- Есб'єрг
- Ювяскюля